# Jaume Àngel i Aymerich
Jaume Àngel i Aymerich (Barcelona, 28 d'agost de 1908 - ?) fou un atleta català especialitzat en curses de mig fons.
Pel que fa a clubs, fou membre de la Unió Esportiva de Sants i del Club Gimnàstic de Tarragona. Fou dos cops campió d'Espanya de 1.500 m (1930, 1935) i de relleus 4 × 1.500 m (1931). També fou diversos cops campió de Catalunya, des dels 800 metres fins als 2.000 metres llisos. Va superar els rècords de Catalunya i Espanya dels 2.000 m (1933, 1935), 1.500 m (1935) i relleus 4 × 1.500 m (1942). Fou seleccionat per participar en els Jocs Olímpics de Berlín del 1936, sense poder participar-hi per la Guerra Civil. Competí en l'Olimpíada Popular d'Anvers del 1937 i en els Jocs organitzats per la Federació Esportiva Gimnàstica i del Treball (FSGT) disputats a París també el 1937. Passà tres anys tancat en un camp de concentració a França, fins que l'any 1942 va poder reprendre l'activitat esportiva. Fou entrenador al FC Barcelona i a la selecció catalana.

## Palmarès
Campió de Catalunya
- 800 metres llisos: 1929, 1935
- 1.500 metres llisos: 1930, 1933
- 2.000 m: 1935
- 4 x 1.500 m: 1931

Campió d'Espanya
- 1.500 m: 1930, 1935
- 4 x 1.500 m: 1931